# Niko Testen
Niko Testen (1 de abril de 1997) es un deportista esloveno que compite en piragüismo en la modalidad de eslalon.
Ganó una medalla de bronce en el Campeonato Mundial de Piragüismo en Eslalon de 2021 y dos medallas en el Campeonato Europeo de Piragüismo en Eslalon, plata en 2019 y bronce en 2018.

## Palmarés internacional
| Campeonato Mundial | Campeonato Mundial      | Campeonato Mundial | Campeonato Mundial |
| Año                | Lugar                   | Medalla            | Competición        |
| ------------------ | ----------------------- | ------------------ | ------------------ |
| 2021               | Bratislava (Eslovaquia) | Medalla de bronce  | K1 por equipos     |
| Campeonato Europeo |                         |                    |                    |
| Año                | Lugar                   | Medalla            | Competición        |
| 2018               | Praga (República Checa) | Medalla de bronce  | K1 por equipos     |
| 2019               | Pau (Francia)           | Medalla de plata   | K1 por equipos     |